# Menakshee Totah
Pour les articles homonymes, voir Totah.
Menakshee Totah est une athlète mauricienne.

## Biographie
Menakshee Totah termine initialement quatrième du concours du lancer du marteau aux championnats d'Afrique 2006 à Maurice, mais elle obtient finalement la médaille de bronze après que l'Égyptienne Hayat El Ghazi, qui a terminé deuxième de la course, ait été disqualifiée en janvier 2007 par l'IAAF à la suite d'un contrôle positif à la norandrostérone.